# Boarmia displicens
Boarmia displicens là một loài bướm đêm trong họ Geometridae.